# Ragnar Söderquist
Bengt Ragnar Emanuel Söderquist, född 28 april 1893 i Växjö, död 22 mars 1976, var en svensk kemist och industriman. 
Söderquist blev filosofie doktor i Lund 1924, var e.o. amanuens vid Lunds universitet 1918–1920, assistent vid Kungliga Tekniska högskolan 1920–1923, och studerade i USA 1924–1925. Han var anställd vid Stora Kopparbergs Bergslags AB 1925–1957, som kemist vid Skutskär cellulosafabrik 1925–1928, vid centrallaboratoriet i Falun 1928–1935, driftsingenjör i Skutskär 1935–1941, direktör och chef för Kvarnsvedens pappersbruk 1941–1946, i Skutskär 1945–1957 och verkställande direktör för Sandwell AB 1959–1962. 
Söderquist var ordförande i Svenska pappers- och cellulosaingenjörsföreningen 1946–1953 (hedersledamot 1954, Pappersmasse- och sågverksförbundets utbildningsavdelning 1954–1960, Svenska Arbetsgivareföreningens delegation för arbetsledareutbildning 1957–1964, samarbetskommittén för industrins säkerhetstjänst 1957–1964, vice ordförande Pappersmasseförbundet 1954–1958 (ordförande i dess förhandlingsdelegation 1954–1958), ledamot av Civilförsvarsstyrelsen 1954–1963, vice ordförande i Industrins försvarsråd 1956–1963, ordförande i fullmäktige för Riksförbundet för Sveriges försvar 1959–1964, i Civilförsvarsförbundets ekonomiska utskott 1959–1964, vice ordförande i dess arbetsutskott 1959–1964, ordförande i stiftelsen Isotoptekniska laboratoriet från 1960 och i AB Isotopteknik från 1966. 
Söderquist invaldes som ledamot av Kungliga Ingenjörsvetenskapsakademien 1946, som hedersledamot av Papirindustriens tekniske forening i Norge 1953, Uppsala läns hushållningssällskap 1954, Finska pappersingenjörsföreningen 1963. 1958 tilldelades han Ekmansmedaljen av Svenska Pappers- och Cellulosaingenjörsföreningen. Han författade skrifter i organisk kemi och cellulosakemi, arbetarskydd och utbildningsfrågor.